# Musée Forbes de Tanger
Le musée Forbes de Tanger était un musée situé à Tanger au Maroc. Il a été créé par Malcolm Forbes, milliardaire américain éditeur du magazine Forbes.
Le musée était situé à l'intérieur du palais Mendoub, une propriété de 10 acres détenue par Forbes. Il comportait une collection de 115 000 soldats de plomb. Ces figurines servaient à reconstituer différentes grandes batailles historiques, de la bataille de Waterloo à la bataille de Điện Biên Phủ. Pour augmenter leur réalisme, les batailles étaient recréées avec des effets sonores et lumineux. Des armées complètes étaient au garde-à-vous dans les vitrines et 600 statuettes placées dans les jardins rendaient siliencieusement hommage à la bataille des Trois Rois.
Après la mort de Forbes en 1990, la propriété a été vendue par ses enfants. Au XXIe siècle, elle est détenue par le gouvernement du Maroc et sert de résidence temporaire aux dignitaires étrangers.